# Медаль «За отвагу» (Россия)
Медаль «За отвагу» — государственная награда Российской Федерации, вручаемая за мужество и отвагу, проявленные в боях и при выполнении специальных заданий по обеспечению государственной безопасности, при защите конституционных прав граждан в условиях, сопряжённых с риском для жизни.

## История
Указом Президиума Верховного Совета Российской Федерации от 2 марта 1992 года № 2424-1 было разрешено временно, до принятия нового закона о государственных наградах Российской Федерации, использовать для награждения за соответствующие отличия существовавшую в Советском Союзе медаль «За отвагу». Указ предписывал привести описание медали в соответствие с государственной символикой Российской Федерации, в связи с чем с лицевой стороны медали была убрана надпись «СССР», находившаяся ниже танка.
2 марта 1994 года Указом Президента Российской Федерации № 442 медаль «За отвагу» учреждена в системе российских государственных наград. Медаль сохранила внешний вид советской медали (с поправками 1992 года), но диаметр медали был уменьшен до 34 мм, а материалом изготовления стал медно-никелевый сплав. Главным условием для награждения по-прежнему остались «личное мужество и отвага».
Указом Президента Российской Федерации от 1 июня 1995 года № 554 медаль предписано изготавливать из серебра, как это и было до 1994 года.
В дальнейшем в Положение о медали было внесено уточнение о возможности посмертного награждения, а также была учреждена миниатюрная копия медали для повседневного ношения.

## Краткое описание внешних изменений
За своё существование в СССР и РФ медаль меняла свой внешний вид. В 1943 году она получила пятиконечную колодку, в 1992 — лишилась надписи «СССР». Последнюю правку внешнего вида медаль получила в 1994 году: её размер уменьшили с 37 мм до 34 мм. Так же с 1994 по 1995 года медаль выпускалась из медно-никелевого сплава.
| 1938 год СССР (37 мм) | 1943 год СССР (37 мм) | 1992 год РФ (37 мм) | 1994 год РФ (34 мм) |
| --------------------- | --------------------- | ------------------- | ------------------- |

## Положение о медали
Медалью «За отвагу» награждаются военнослужащие, а также сотрудники органов внутренних дел Российской Федерации, лица, проходящие службу в войсках Росгвардии, сотрудники других федеральных органов исполнительной власти, выполняющие задачи по обеспечению безопасности государства, охране жизни и здоровья людей, и иные граждане Российской Федерации за личное мужество и отвагу, проявленные:
- в боях при защите Отечества и государственных интересов Российской Федерации;
- при выполнении специальных заданий по обеспечению государственной безопасности Российской Федерации;
- при защите государственной границы Российской Федерации;
- при исполнении воинского, служебного или гражданского долга, защите конституционных прав граждан и при других обстоятельствах, сопряжённых с риском для жизни.

Награждение медалью «За отвагу» может быть произведено посмертно.
Медаль «За отвагу» носится на левой стороне груди и при наличии других медалей Российской Федерации располагается после медали ордена «За заслуги перед Отечеством».
Для особых случаев и возможного повседневного ношения предусматривается ношение миниатюрной копии медали «За отвагу», которая располагается после миниатюрной копии медали ордена «За заслуги перед Отечеством».
При ношении на форменной одежде ленты медали «За отвагу» на планке она располагается после ленты медали ордена «За заслуги перед Отечеством».

## Описание
Медаль «За отвагу» изготавливается из серебра. Она имеет форму круга диаметром 34 мм с выпуклым бортиком с обеих сторон.
На лицевой стороне медали, в верхней части, изображены три летящих самолёта. Ниже самолётов — надпись в две строки: «ЗА ОТВАГУ», под которой изображён танк. Все изображения на медали рельефные, надпись вдавленная, покрытая красной эмалью.
На оборотной стороне — номер медали.
Медаль при помощи ушка и кольца соединяется с пятиугольной колодкой, обтянутой шёлковой муаровой лентой серого цвета с двумя синими полосками вдоль краёв. Ширина ленты — 24 мм, ширина полосок — 2 мм.
При ношении на форменной одежде ленты медали «За отвагу» используется планка высотой 8 мм, ширина ленты — 24 мм.
Миниатюрная копия медали «За отвагу» носится на колодке. Диаметр миниатюрной копии медали — 17 мм.

## Награждённые медалью
1. Иностранцы, награждённые медалью
1. Синанов, Александр Иванович — гражданин Украины (30 апреля 2008 года)[7].
2. Аль-Хатыб, Халед Гассан — внештатный корреспондент автономной некоммерческой организации «ТВ-Новости», гражданин Сирийской Арабской Республики (посмертно) (9 апреля 2018 года)[8].
3. Хамхам, Мухаммад Сулейман — водитель автомобиля автономной некоммерческой организации «ТВ-Новости», гражданин Сирийской Арабской Республики (9 апреля 2018 года)[8].
4. Якуб, Муутаз Сулейман — оператор автономной некоммерческой организации «ТВ-Новости», гражданин Сирийской Арабской Республики (9 апреля 2018 года)[8].